# Aulis Joki
Aulis Johannes Joki, född 2 juni 1913 i Viborg, död 8 februari 1989 i Helsingfors, var en finländsk språkvetare.
Joki avlade filosofie doktorsexamen 1953. Han var 1951–1958 lektor i finska vid Stockholms universitet och från 1957 forskare vid forskningsinstitutet Suomen suku samt docent vid Helsingfors universitet där han 1965–1977 tjänstgjorde som professor i finsk-ugrisk språkforskning. Han blev tidigt världens ledande expert på samojedspråk och koncentrerade sig i fortsättningen främst på ural-altaiska och indouraliska språkkontakter. 1973 publicerade han en banbrytande monografi, Uralier und Indogermanen, som behandlar äldre kontakter mellan uraliska och indoeuropeiska språk och folk.
Joki gjorde en insats även som en av utgivarna av den etymologiska ordboken Suomen kielen etymologinen sanakirja och som fostrare av en ny forskargeneration. 